# Bevern (Baixa Saxônia)
Bevern é um município da Alemanha localizado no distrito de Holzminden, estado da Baixa Saxônia.
É membro e sede do Samtgemeinde de Bevern.